# Цароставник
Цароставник је назив који се у српској рукописној традицији употребљава  приликом секундарног означавања хроника, хронографа, као и извесних зборника са одређеним списима историјске садржине. 
За сам облик цароставник у грађи нема потврда пре XVII века, али се у хроникама Константина Филозофа може назрети подлога на којој је настао. То је било свакако релативно позно, под утицајем византијских универзалних хроника, старозаветних Књига о царствима, те Српског хронографа у којима је излагање структурирано по „царствима", односно периодима владања појединих владара. Појављује се у накнадно унетим записима на рукописима Хронике Георгија Амартола (Беч, П/62), Јована Зонаре (Патријаршијска библиотека 47) и Константина Манасија (СћП 434), такође  и у накнадно налепљеној белешци на Књизи о царствима (Повијесни музеј Хрватске 1). Среће се и у преписима Српског хронографа, па Јован Рајић сам појам уводи у литературу обележавајући као „цароставник, у неких троадник" управо оне његове рукописе којима се као изворима служио. 
Ако се и не може потврдити закључак Илариона Руварца да је цароставник само „најобичнији назив" хронографа, а да су тако понекад називана и повесна дела која цароставници нису, сада изгледа да се првенствено под утицајем Српског хронографа та одредница раширила, али се при том, ипак, није односила на било који историјски садржај, „историју уопште", како је утврдио Стојан Новаковић. 
Хронограф, трицарственик према раним српским рукописима, у коме је преглед српске историје сачињен по српским житијима, са своје стране је доприносио да се ознака цароставник пренесе и на неке зборнике у којима су се налазила таква житија, било у хронолошком низу попут Даниловог зборника (Патријаршијска библиотека 45), било у одређеном избору као у Зборнику бр. 384 некадашње збирке Народне библиотеке који је, упркос укључености и других списа, ипак понео и паралелни назив Житије царева српских. Цароставник Симеона Лаиновића, како је каснијом белешком одређен Богишићев зборник (Цавтат 52), могао је бити тако назван и по свом општем карактеру, али и према готово сваком свом тексту, јер се у њему поред Зонарине хронике налази и читав низ различитих извода из житија. Прибелешке са ознаком цароставник у овим зборницима су позне, из XVIII века; тада су одредницу цароставник у једном препису такође добиле и Хронике Ђорђа Бранковића. То што су се хронографи по правилу завршавали пророчанствима, па и то што је Манасовој Хроници у С 434 прикључено „Методија Патарског слово о царству народа последњих времена", а у Студеничком цароставнику, сем Савиног ктиторског "Житија светог Симеона" (Стефана Немање) била и Приповетка о паду Цариграда у хронографској редакцији, такође са прорицањем Методија Патарског, доприносило је да се у значењу појма цароставник појаве конотације пророчанског карактера. Захваљујући понајвише њима, у усмено предање ушле су „књиге староставне", а потом је под његовим повратним утицајем преосмишљен изворни појам и у рукописној традицији, чему је сведочанство ознака староставник у понеком рукопису хронографа, као и податак Доситеја Обрадовића о Староставнику који се, како Стојан Новаковић претпоставља, односи на Студенички цароставник. 